# Echinopsis adolfofriedrichii
Echinopsis adolfofriedrichii là một loài thực vật có hoa trong họ Cactaceae. Loài này được G.Moser mô tả khoa học đầu tiên năm 1982.

## Hình ảnh

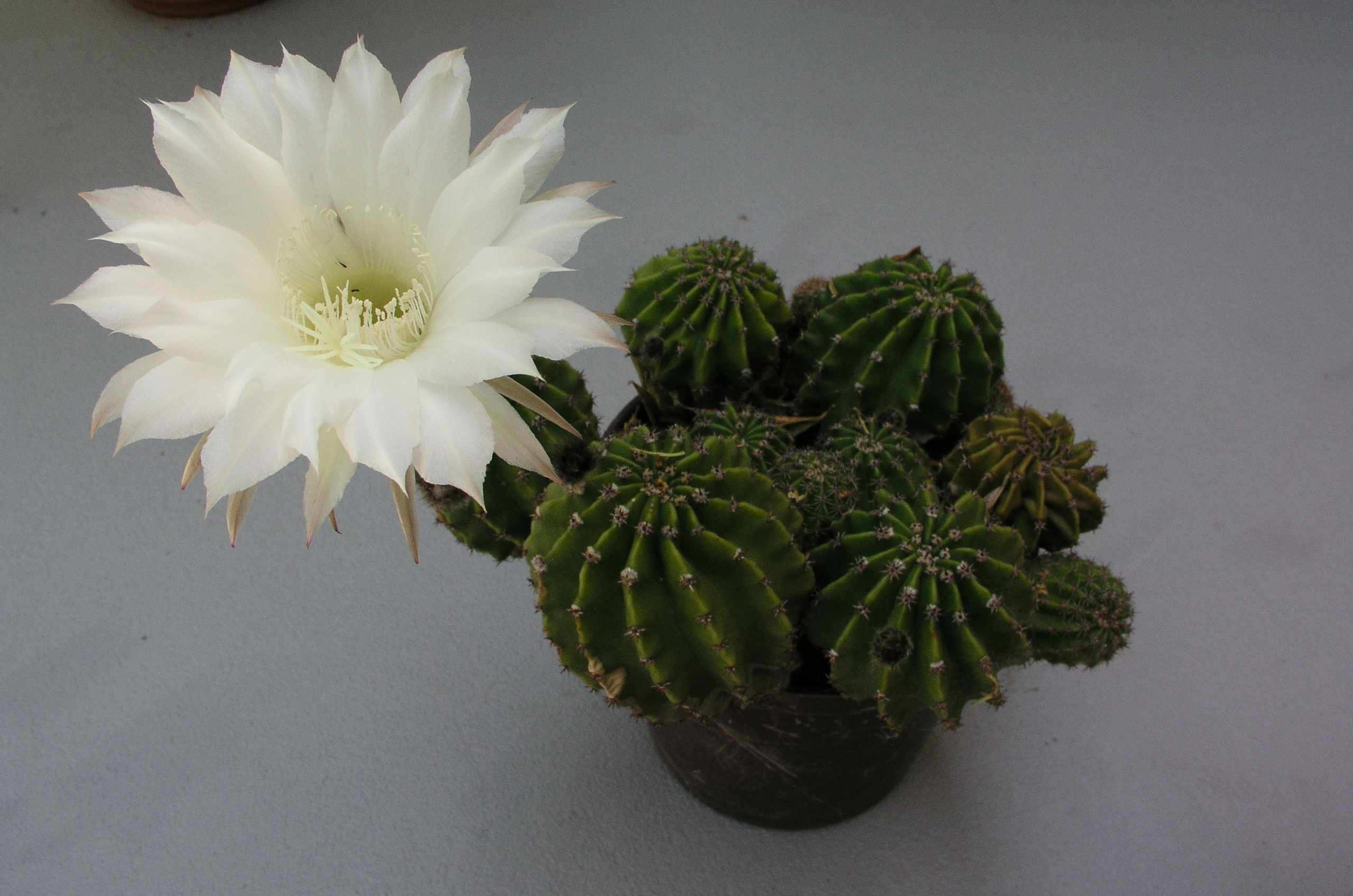